# Коктебель (фильм)
«Коктебель» — российский фильм Бориса Хлебникова и Алексея Попогребского 2003 года.

## Сюжет
Отец и Сын идут к морю пешком, после тяжелых жизненных передряг. Едут в товарном вагоне. Останавливаются у случайных людей, встречают добрых и недобрых, идут от дома к дому, через леса, поля. В Москве, где они жили, у них ничего не осталось — Отец с горя по умершей жене всё пропил. А там, у моря — надежда начать новую счастливую жизнь. Для Отца дорога — попытка вернуть утраченную веру в себя, дружбу и доверие сына. Для Мальчика цель — посёлок Коктебель (Планерское), где на холмах у моря постоянно дует ветер, в котором парит альбатрос.

## В ролях
| Актёр              | Роль                   |
| ------------------ | ---------------------- |
| Глеб Пускепалис    | Сын                    |
| Игорь Черневич     | Отец                   |
| Евгений Сытый      | Путевой обходчик       |
| Вера Сандрыкина    | Танька                 |
| Александр Ильин    | Дальнобойщик           |
| Владимир Кучеренко | Домовладелец-алкоголик |
| Агриппина Стеклова | Сельский врач          |
| Анна Фроловцева    | Жилица                 |

## Награды и премии
- 2003 — Специальный приз жюри «Серебряный Георгий»[2], призы ФИПРЕССИ и российской критики за дебют на XXV Московском кинофестивале[3] (Алексей Попогребский и Борис Хлебников)
- 2003 — Награда Филиппа Морриса на XXXVIII Кинофестивале в Карловых Варах (Алексей Попогребский и Борис Хлебников)
- 2004 — Главный приз «Золотая лилия» на Международном кинофестивале «GoEast» в Висбадене[4]